# La Ligue des dragons
La Ligue des dragons (titre original : League of Dragons) est un roman écrit par Naomi Novik, publié en 2016 puis traduit en français en 2018. Il est le neuvième et dernier tome de la série de romans de fantasy Téméraire. Le roman a été réédité en langue française au format poche sous le titre de La Ligue des dragons : L'Ultime Bataille.

## Éditions
- League of Dragons, Del Rey Books, 14 juin 2016, 380 p.  (ISBN 978-0-345-52292-4)
- La Ligue des dragons, Fleuve, coll. « Outre Fleuve », 8 mars 2018, trad. Guillaume Fournier, 512 p.  (ISBN 978-2-265-11660-3)
- La Ligue des dragons : L'Ultime Bataille, Pocket, coll. « Pocket Science-fiction » no 7273, 14 mars 2019, trad. Guillaume Fournier, 544 p.  (ISBN 978-2-266-29266-5)